# Bronisław Słomka
Bronisław Słomka (ur. 1 września 1937 w Nowym Targu, zm. 3 czerwca 2007 w Barlinku) – polski dziennikarz i pisarz, członek Związku Literatów Polskich.

## Życiorys
Jesienią 1956 uciekł z domu, aby wziąć udział w powstaniu węgierskim, lecz dotarł tylko na Słowację. Po powrocie przeniósł się do zachodniej Polski. Ukończył Liceum Pedagogiczne w Myśliborzu. Pracował m.in. jako nauczyciel i kierownik domu kultury w Myśliborzu.
Jako pisarz debiutował w 1959 opowiadaniem w Gazecie Spółdzielczej. Od 1967 był związany jako dziennikarz z lokalną prasą: Głosem Szczecińskim, Ziemią Gorzowską, Morzem i Ziemią, Gazetą Nową, Gazetą Lubuską, Kurierem Szczecińskim itp.

## Twórczość
- Cygan na ślepym koniu (1967), opowiadania,
- Karuzela (1969); powieść,
- Trzy kroki do nieba (1973); powieść,
- Guliwer (1975); powieść,
- Mrówka (1980), powieść,
- Talizman (1987); powieść,
- Woźnica z ptakiem na ramieniu (1995), proza poetycka.

### Słuchowiska
- Złoty zegar (1963),
- Ten, który przyszedł (1964),
- Tylko pan, panie kapitanie (1965),
- Babcia (1979).
- Tu na ciebie poczekam
- Duży chłopiec, który wie, co robi
- Komin
- Błądzi się tylko w złą pogodę